# Materiales para aislamiento de edificios

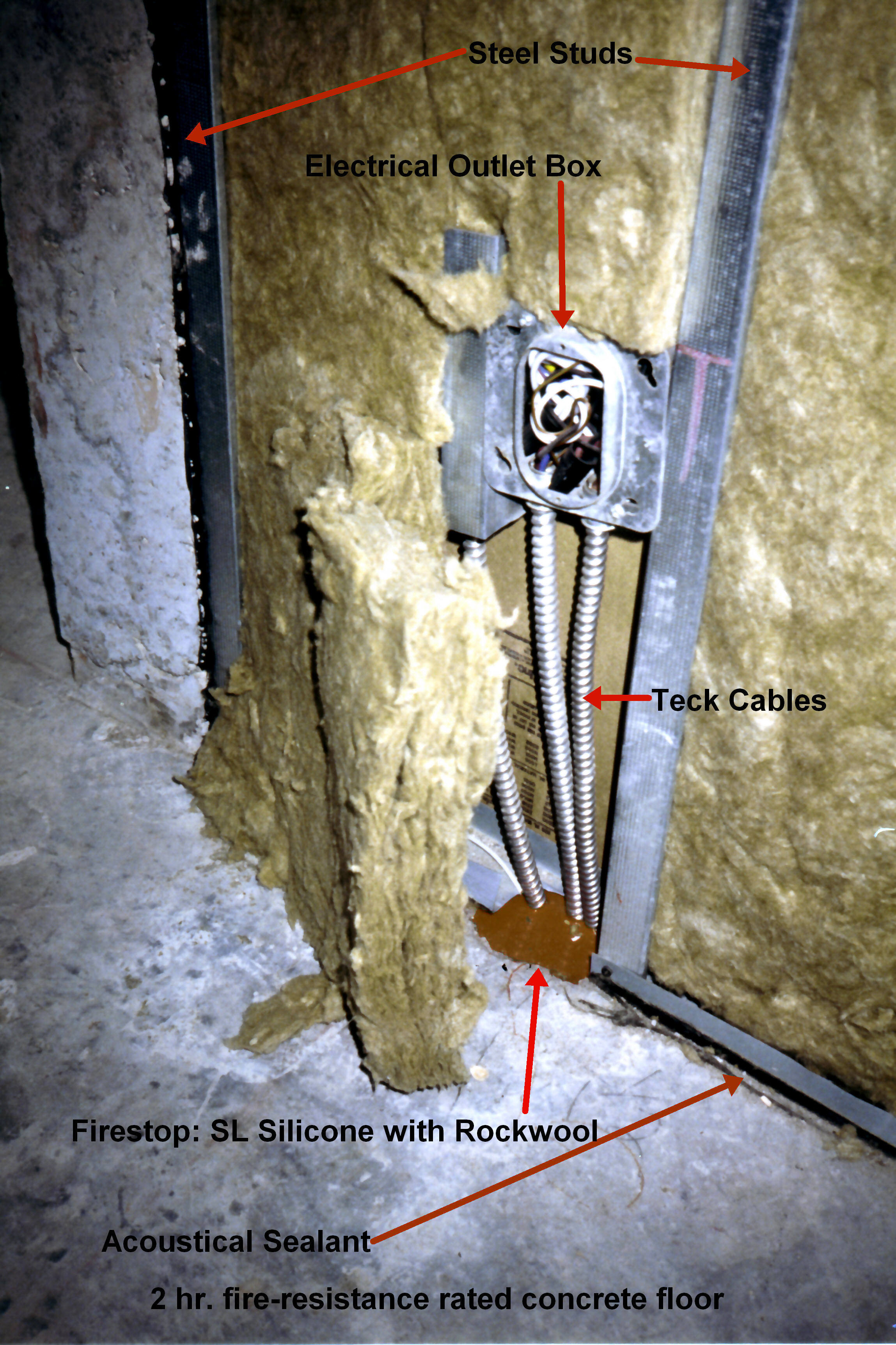
Ejemplo de aislamiento con mantas de lana mineral y otros selladores.

Una selección de materiales de aislamiento puede ayudar al aislamiento de edificios. Todos estos se basan en los principios del aislamiento térmico.
Materiales utilizados para reducir la transferencia de calor por conducción, radiaciones o convección se emplean en diversas combinaciones para lograr los resultados deseados (por lo general confort higrotérmico con reducción del consumo de energía).

## Elección de materiales aislantes
La elección y el grado de aislamiento se basa en una serie de factores:
- Clima.
- Facilidad de instalación; por ejemplo, algunos materiales no pueden ser readaptados debido a problemas de accesibilidad o de toxicidad.
- Durabilidad; resistencia a la compresión, la humedad, la degradación.
- Costo; que es por lo general relacionado con la durabilidad y la eficacia.
- El modo de transferencia de calor; aislamiento a granel es más útil en condiciones de frío donde se producen pérdidas significativas, que son menos útiles en ambientes calurosos, donde la radiación solar es la fuente de ganancia de calor. Por el contrario, barreras para radiaciones tienen un papel más importante en climas cálidos.
- La orientación de la superficie y la dirección de flujo de calor determinan la eficacia de una barrera radiante. Será barrera radiante la que funciona mejor para detener la baja transferencia de calor desde o hacia las superficies horizontales.
- Los efectos tóxicos.
- Impacto ambiental y sostenibilidad.

Por lo general, una combinación de materiales son necesarias para lograr una solución óptima para un edificio más de una serie de condiciones climáticas. También hay algunos productos que combinan diferentes tipos de aislamiento en un solo producto.es un pisto de los grandes

## Los materiales utilizados para aislamiento
, vermiculita expandida en placas

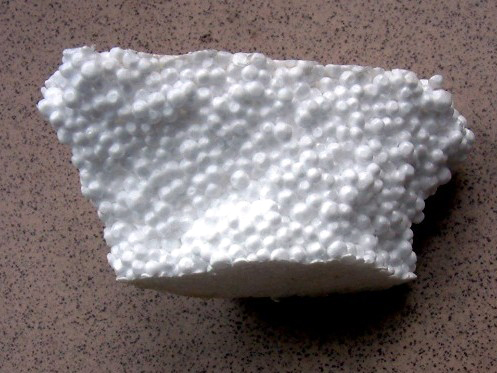
Detalle del Poliestireno expandido en placas (EPS).

Una gama de material puede emplearse en la fabricación y construcción de productos de aislamiento:
- Polímeros sintéticos: poliestireno, polietileno, poliuretano, poliisocianurato
- Lana mineral: Fibra de vidrio, lana de roca, escorias.
- Minerales: Vermiculita, Perlita.
- Materias vegetales naturales: aislamiento de celulosa, corcho, cáñamo, algodón, paja.
- Fibras de origen animal: lana.

### Otros materiales inusuales o de interés histórico
- Materias vegetales naturales: mazorcas de maíz, paja en polvo, virutas de madera, serrín, corteza de secuoya, fibra de abeto o madera de balsa.

## Sistemas comerciales utilizados para aislamiento
El aislamiento puede ser instalado en una serie de formas:

### No manches
- Placas: por ejemplo, fibra de vidrio, lana mineral, placa de vermiculita exfoliada, poliestireno expandido (EPS),o poliestireno extruido (XPS).
- Mantas: por ejemplo, fibra de vidrio
- Granulados: por ejemplo, celulosa, vermiculita, perlita, o poliestireno expandido (EPS).
- Spray espumas: por ejemplo, polisocianurato, poliuretano.

### Estructurales
- Paneles rígidos.
- Estructurados y grupos especiales.
- Fardos de paja.

El aislamiento en placas es el más común en este momento, aunque por lo general puede permitir la transferencia de más calor que otras opciones. Hay otras opciones que sirven mejor para sellar cavidades en la pared por completo. Las placas pueden reducir la pérdida de calor a través de muros, vigas y otras debidas a puentes térmicos por conducción.

## Aislamiento spray de espuma de poliuretano (SPUR)
Es una mezcla de dos componentes que se reúnen en la punta de una pistola y constituye una espuma que se rocía en losas de hormigón, en las cavidades de la pared sin terminar, contra la parte interior de revestimientos, o a través de los agujeros perforados en revestimientos o paneles de roca de yeso en la pared de la cavidad de un muro terminado.

### Ventajas
- Bloquea el flujo de aire mediante la ampliación y cierre de fugas.
- Puede servir como una barrera de vapor con una mejor calificación por permeabilidad o barreras de vapor con láminas de plástico y en consecuencia, reducir la acumulación de humedad, que puede causar el crecimiento de mohos.
- Puede rellenar cavidades en la pared acabada, en paredes sin fisuras (según sea necesario con placas).
- Funciona bien en espacios reducidos.
- Proporciona un mejor aislamiento acústico.
- Al curarse se expande brindando una excelente resistencia a la infiltración de aire (a diferencia de placas y mantas). Es comparable al Spray húmedo de celulosa.
- Aumenta la estabilidad estructural (a diferencia de las partículas sueltas o granulado, similares al spray húmedo de celulosa).
- Puede ser utilizado en lugares en donde no se puede llegar con material granulado, como entre las vigas. Cuando se utiliza entre los tirantes, los spray de espuma pueden cubrir hasta los clavos sobresalientes de la parte inferior del revestimiento.
- Puede ser aplicado en pequeñas cantidades.
- La espuma PUR debe protegerse con cemento proyectado para aumentar su resistencia al fuego.

### Desventajas
- Muchas de estas formas de aislamiento (excepto espuma hormigón) libera productos químicos nocivos en el aire, reduciendo la calidad del aire interior. Los gases usados en la expansión son extremadamente tóxicos para la salud humana.[1]
- El costo puede ser alto en comparación con el aislamiento tradicional (lana de vidrio o poliestireno expandido).
- La mayoría o la totalidad de estas espumas liberan vapores tóxicos cuando se queman salvo el poliisocianurato.
- Dependiendo de la utilización y los códigos de construcción, la mayoría de las espumas requieren protección, con una barrera como tabiques de roca de yeso en el interior de una casa. Por ejemplo, una de 15 minutos de clasificación de incendios.
- A pesar de que los CFCs ya no se utilizan, muchos utilizan HFCs como agentes espumantes. Ambos son potentes gases de efecto invernadero, y los HCFC tienen algún potencial de agotamiento del ozono. Actualmente no se usan los HCFCs.
- La mayoría, como el poliuretano y el isocianato, contienen sustancias químicas peligrosas como el benceno y el tolueno. Se trata de un peligro potencial y preocupación por el medio ambiente durante la producción de materia prima, transporte, la fabricación y la instalación.
- Aislamientos de espuma se realizan a partir de productos petroquímicos y puede ser una preocupación para aquellos que buscan reducir el uso de combustibles fósiles y el petróleo.[2][3]
- El Resistencia térmica, disminuirá ligeramente con el tiempo, aunque la degradación del R se detiene una vez que se alcanza un equilibrio con el medio ambiente. Incluso después de este proceso, se estabilizó es muy alto el valor de R.
- La mayoría de las espumas requieren protección de la luz solar y disolventes.
- Es difícil reciclar algunas espumas en un edificio existente, por la estructura de las sustancias químicas y procesos implicados.

### Ventajas de espumas con celdas cerradas a las de celdas abiertas
- Mientras tanto cerrado y abierto de células-células espumas (como el poliuretano, poliestireno, polyisocyanurate) proporcionan una barrera efectiva del aire, sólo las espumas de células cerradas son eficaces barreras de vapor. Un continuo de aire asegura una barrera de aire selladas edificio y, por tanto, impide prácticamente todos los transmitida por el aire a través de la migración de humedad de la piel de un edificio. Básicamente, un barrera de vapor ya no es necesario. Sin embargo, los códigos de construcción casi siempre requieren una barrera de vapor para cualquier tipo de aislamiento.
- Cerrado de células son superiores espumas aislantes (R-5 a 6 por lo general, y hasta el R-8, frente a R-3 a 4 para abrir la célula). Esto sólo es de interés cuando la profundidad de la cavidad es insuficiente para dar cabida a las aplicaciones más gruesa del material aislante. En aplicaciones típicas, se requiere una R-valor se especifica. El material aislante se aplica luego en consecuencia. Ejemplo: la mayoría de los casos el requisito de la pared de aislamiento es de R-13. En este caso, se podría aplicar de 2 pulgadas de espuma de mayor densidad con un valor de R de 6,5 pulgadas por 3,5 pulgadas o de apertura de células de espuma con un valor de R de 3,7.
- Mayor estabilidad estructural

### Tipos
- Icynene spray fórmula.  R-3,6 por pulgada. Icynene (polyicynene) "no retráctiles, hundimiento o resolver". Icynene utiliza agua para su aplicación con rociador cualquier lugar de los productos químicos que agotan el ozono. Inflamabilidad es relativamente baja. Desventajas: Caro. No logra el código en todas las jurisdicciones. El humo es tóxico. Polyicynene es un plástico (abierto de células de espuma de poliuretano) y, por tanto, a partir de productos petroquímicos. Contacto con la piel, ojos, sistema respiratorio o es peligroso durante la aplicación. Peligros similares se producen durante la fabricación. Isocianatos son la causa principal de trabajo relacionados con el asma y trastornos pulmonares en los Estados Unidos (de acuerdo con el NIOSH y OSHA).
- Sealection 500 spray de espuma.  R-3,8 por pulgada. Llamada "agua-soplado", ya que utiliza el agua en una reacción química para crear el dióxido de carbono y vapor que se expande la espuma. Propagación de la llama es de 21 y el humo desarrollados es 217 que lo convierte en un material de clase I (la mejor calificación de fuego). Desventajas: Es un isocianato.
- La espuma de cemento, como Air-Krete.  R-3,9 por pulgada. No es peligroso. Es la única espuma no se limita a una profundidad de aplicación. Fuego - de acuerdo no fumar en todo el momento de contacto directo con las llamas y está a dos horas de firewall en un 3,5 pulgadas (o normal 2 "x4" stud pared) la aplicación por ASTM E-814 pruebas (UL 1479). Gran sonido para deadening; no echo al igual que otras espumas. El medio ambiente. No expansiva (bueno para las casas donde revestimiento interior está en su lugar). Totalmente sostenible: Consiste en óxido de magnesio cemento y el aire, el hecho de óxido de magnesio se extrae de agua de mar. Soplados con aire (sin CFC, HCFC o cualquier otra soplado agentes nocivos). No tóxico, incluso durante la aplicación. No retráctiles o resolver. Cero emisiones de COV. Químicamente inertes (no conoce los síntomas de la exposición por MSDS). Resistente a los insectos. Prueba de Moho. Insoluble en agua. Desventajas: Frágil por la baja densidad necesario para conseguir el citado valor R y, al igual que todo tipo de espumas, es más caro que el convencional de fibra aislamientos.
- Poliisocianurato, típicamente R-5,6  o un poco mejor después de la estabilización - valores más altos (R-7 o mejor) en las juntas estabilizado. / enciclopedia / P / AE_polyisocyanurate.html Menos de poliuretano inflamables.
- Fenólicos. Utilización del aire como agente espumante. Encoge mientras que curar.
- Cerrado de células de poliuretano. Blanco o amarillo. Pueden utilizar una variedad de agentes espumantes. Resistente al agua wicking y vapor de agua.
- Abierto de células (baja densidad) de poliuretano. Blanco o amarillo. Se expande para cubrir y sellar la cavidad, sino que se expande lentamente, la prevención de daños a la pared. Resistente al agua wicking, pero permeable al vapor de agua. Resistentes al fuego.
- Poliestireno.
- Gran Stuff es un producto de Dow Chemical que viene en latas y consta de varios complejos químicos mezclados entre sí (isocianatos, éter, poliol). Dow fabrica esta a las pequeñas aplicaciones, pero no hay nada que detener la compra de decenas de latas para una gran tarea de reacondicionamiento, tales como el sellado del umbral placa. Dado que el agente espumante es un gas inflamable, utilizando grandes cantidades en un corto período requiere una estricta atención a la ventilación. Vapores tóxicos son mínimas debido a la baja presión de vapor y lo poco que hay ser eliminado rápidamente en caso de una ventilación adecuada se utiliza. Sin embargo, un respirador con un sorbente para vapores orgánicos, puede ser aconsejable en algunos casos, por ejemplo, si la espuma se calienta. Muy espeso solicitudes debe hacerse capa por capa, que aseguren la adecuada curación en un plazo razonable.
- Honeywell Enovate la fabricación de espumas de Agente es un HFC utilizado en algunos cerrado de spray de espuma de célula de aislamiento. A pesar de que tiene cero potencial de agotamiento de ozono, se ha elevado potencial de calentamiento global.

## Paneles rígidos
Panel de aislamiento rígido se fabrica a partir de materiales fibrosos (fibra de vidrio, roca y lana de escoria) o de plástico espuma. Algunas veces son vendidos en las secciones diseñados para encajar perfectamente en este tipo de cavidades de pared. Cuando se vende de esta manera, se les llama "batts", y vienen en diferentes grosores para que coincida con la profundidad de la pared de caries, por ejemplo, aprox. 5 ½ pulgadas a la altura de 2 x 6 pared cavidad.
Cuando paneles rígidos son más utilizadas:
- Algunos de ellos, como EPS "beadboard", son aptos para contacto con el suelo y se utilizan en contra de bases y exterior de relleno fundación paredes.
- Contra exterior expuestos fundación paredes (en caso de ser revestidos para proteger de la luz solar).
- Contra las paredes exteriores entre la fundación y el techo, instalado entre revestimiento y revestimiento.
- O bien por debajo o por encima del revestimiento del techo.
- Dentro de inacabado paredes interiores, ya sea como pre-corte batts, o como paneles de corte para encajar dentro de las paredes y garantizado en su lugar.
- En caso de que el espacio es limitado y es necesario que usted paquete de gran capacidad aislante en un pequeño espacio.

Importante # 1: Si aislar las bases con paneles rígidos, pero que dejen de utilizar paneles rígidos, donde el revestimiento se inicia, entonces usted debe instalar entre la parte destellante en la parte inferior curso de revestimiento y el borde superior de los paneles rígidos, para evitar que el agua de filtrarse detrás de los paneles.
Importante # 2: Cuando el aislante exterior fundación, deberá instalar los paneles rígidos escalonada en dos capas, y colmar las lagunas en las costuras, con un spray de espuma, para mantener la humedad de penetrar desde el exterior. Sin embargo, cuando aislante entre el revestimiento y revestimiento, usted debe dejar ligero diferencias entre los paneles rígidos para permitir que la humedad de escapar de la parte exterior del revestimiento.

### Ventajas
- Alto valor de R por pulgada - útil cuando el espacio es escaso o hay hacinamiento, como la catedral techo.
- Protege la fundación (cimiento) y protege de la humedad durante las pruebas de relleno (y, por supuesto, aísla el cimiento).
- Todos son ligeros y fuertes - aunque EPS pueden ser desmenuzable.
- Añade resistencia estructural a las paredes.
- Proporciona aislamiento acústico, así como térmico.
- La mayoría son fáciles de cortar con cuchillos utilitarios.
- Todos son resistentes al agua, algunas más que otras (pero ninguno debe enfrentar la exposición prolongada al agua).
- No se pudre.
- El tipo XPS es altamente resistente a las infiltraciones de aire. Puede ser prácticamente hermético si está instalado, sin separaciones entre los paneles adyacentes, con las costuras grabadas.
- Reduce la conducción de calor a través de la pared cuando se utiliza como revestimiento.
- Cuando los paneles rígidos están frente a una pared (o techo) de lámina, mejorará de manera significativa las propiedades aislantes reflejando los rayos infrarrojos de la energía solar antes de penetrar la pared o techo.
- Algunos tipos de materiariales utilizan contenido reciclado.

### Desventajas
- Todos son sensibles a los rayos UV y disolventes, salvo el poliuretano, que no reacciona. Los códigos de construcción requieren revestimiento exterior (por ejemplo, estuco) en los que están por encima de la superficie y expuestos.
- Todos son inflamables y producen humos tóxicos cuando se queman. Todos deben estar cubiertos con tablero de yeso de protección nominal contra el fuego cuando se instalen en el interior de una casa, a menos que tengan una calificación de baja propagación de las llamas (por debajo de 25).
- Son más caros que la mayoría de los demás tipos de aislamiento.
- Algunos tipos pueden ser susceptibles a las termitas, usándolos para fines de anidación.
- Puede tener valores de R superior a la de aire todavía, si algún tipo de aislante de gas fue esparcido en ellos durante el proceso de fabricación. Durante muchos años, los fabricantes utilizaron CFC o urea formaldehído como agentes espumantes. Estos agentes espumantes en última instancia se fugan de los paneles. Los CFC agotan la capa superior de ozono, y el formaldehído es tóxico. Algunos fabricantes todavía utilizan HCFC, que siguen siendo perjudiciales para la capa de ozono, pero no en la misma medida que los CFC. Finalmente, como el agente espumante se fuga hacia el aire reemplaza el gas aislante, y el valor de R del grupo disminuye.
- La mayoría de paneles rígidos se realizan a partir de subproductos del petróleo crudo, algunos son tóxicos y contaminantes durante su fabricación.

### Tipos
- Fibra de vidrio y lana de roca. Estos se utilizan principalmente para aplicaciones acústicas. Una empresa llamada Roxul en Ontario, Canadá utiliza lana de roca como la base para todos sus productos, incluidos los paneles para aislar fundaciones externas. Todos sus productos son naturalmente resistentes al fuego.
- Problema: se desconocen con certeza los efectos sobre la salud que puede originar una exposición prolongada.
- Perlita - utilizado en Europa
- Fenólicos, también conocido como el fenol-formaldehído. Ventajas: Alta resistencia. Menos inflamable que la mayoría de otras espumas. Desventajas: El material es principalmente abierta-celled. Esto se traduce en la capacidad aislante no tan buena como otras espumas, de alta absorción de agua y el vapor de agua de alta permeabilidad. Degrada y libera algunas de formaldehído con el tiempo, pero no tanto como urea formaldehído.
- Poliuretano. Blanco o amarillo. Se produce por la mezcla de isocianato y poliéster en presencia de catalizador y agente espumante. Contiene muchos diminutos, células cerradas. Relativamente impermeable, y la baja absorción de agua, sino que debe proteger de una exposición prolongada al agua. Puede utilizar el metro si las condiciones son relativamente seco.
- celular rígido de poliestireno (RCPS). Esto incluye EPS, diputados, XPS, beadboard, blueboard, y espuma de poliestireno.
- Poliisocianurato (también conocido como polyiso). Más estable a altas temperaturas y menos inflamables que poliuretano. Superior valor de R vs poliestireno y poliuretano debido a su gas cerrado lleno de espuma de células estructura. Más denso y más rígidos que los paneles de poliestireno, pero más caros. Hay que proteger de una exposición prolongada al agua. Por lo general, contiene algunos de plástico reciclado, como el PET de envases de bebidas.
- Estructurales paneles aislantes (SIP), también llamado hincapié en las paredes de la piel.
- vacío de aislamiento consistente en finos paneles de aislamiento con extrema capacidad, tan alto como R-50 por pulgada. Sin embargo, al igual que el doble acristalamiento de ventanas, estos pierden su tiempo aire un sellado hermético.
- Aislamientos de fibra natural (alrededor de 0,04 W / mK) todos pueden ser tratados con baja toxicidad y fuego retardentes de insectos, a menudo utilizada en Europa
- Madera de balsa
- Corcho

### Más sobre paneles celulares rígidos de poliestireno
Hay muchos tipos de celulares rígidas de poliestireno (RCPS). Espuma de poliestireno es simplemente la Dow Chemical nombre de marca, y no hace referencia a cualquier tipo particular de RCPS. Algunos usos de poliestireno hasta el 50% de resina reciclada, incluyendo post-consumo de plástico. Varios estados han prohibido poliestireno que utiliza CFC como agentes espumantes.
- Moldeado de poliestireno expandido, también conocido como diputados al Parlamento Europeo, EPS, o beadboard, se compone de muchas diminutas bolas de espuma moldeada y presionado conjuntamente. EPS se fabrica en baja densidad y alta densidad de versiones. Baja densidad de EPS es relativamente barato, resistente a los efectos de la humedad, y puede ser utilizado bajo tierra. Alta densidad de EPS es aún más resistente a la humedad, y se ha fabricado para su uso en muros exteriores fundación y el entierro en contra de bases, si el suelo está relativamente seco. EPS generalmente utiliza pentano como agente espumante, evitando la alta potencial de calentamiento global de CFC, HCFC y HFC, así como el potencial de agotamiento de ozono de CFC y HCFC.
- Poliestireno extruido, también conocido como XPS, o blueboard, tiene un buen, reducciones de la superficie celular, es más fuerte que la EPS, y es ideal para bloquear la infiltración de aire. Dow Chemical XPS sus colores azul y los mercados en virtud de su reconocida marca mundial "espuma de poliestireno". Al igual que EPS, XPS también es fabricado en baja densidad y alta densidad de versiones. Alta densidad XPS se utiliza para losas de fundación, suelos de hormigón, techos, y otras aplicaciones que requieren con mayor fuerza que las EPS y de baja densidad XPS. XPS generalmente utiliza HCFC como agentes espumantes, que tienen una gran potencial de calentamiento global y moderado potencial de agotamiento de ozono, o los HFC que tienen un alto potencial de calentamiento global a pesar de que tienen cero potencial de agotamiento de ozono .

## Paneles estructurales aislados
Estructurales aislado el grupo (SIP), también llamado hincapié en las paredes de la piel, utiliza el mismo concepto que en el núcleo de espuma de puertas exteriores, sino ampliar el concepto a toda la casa. Se pueden utilizar para techos, pisos, paredes y techos. Los grupos suelen consistir en madera contrachapada, orientado strandboard, o muro seco y pegado insertada en torno a un núcleo consistente de poliestireno expandido, poliuretano, polyisocyanurate, comprimido paja del trigo, o epoxi. Epoxy es demasiado caro para su uso como aislante por su propia cuenta, sino que tiene un alto valor de R (7 a 9), de alta resistencia, y la buena química y resistencia a la humedad.
SIP vienen en varios grosores. Cuando la construcción de una casa, están pegadas y aseguradas con madera. Ellos proporcionan el apoyo estructural, en lugar de los postes utilizados en la elaboración tradicional.

### Ventajas
- Fuerte. Capaz de soportar las cargas, incluidos los servicios externos de las cargas de las precipitaciones y el viento.
- Más rápido que la construcción palo de casa. Menos madera necesaria.
- Aisle acústicamente.
- Impermeables a la humedad.
- ¿Puede camión paneles prefabricados para obra de construcción y montaje en sitio.
- Crear shell de aislamiento sólido alrededor de la casa, mientras que no pasa por la reducción de común con el palo-marco construcción. El resultado es intrínsecamente un uso eficiente de la energía casa.
- No requiere mucha energía para su fabricación.
- No utilice formaldehído, CFC, HCFC o en la industria manufacturera.
- R-Es cierto que los valores más bajos y los costos de la energía.

### Desventajas
- Más caro que otros tipos de aislamiento.

## Placas de fibra de vidrio y mantas

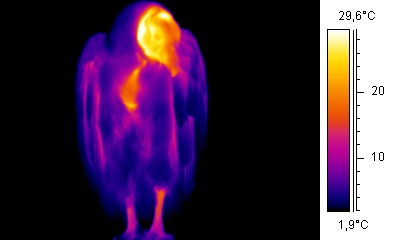
Termografía de un buitre en el invierno. Utiliza una capa de aire atrapado como aislante.

Las placas son precortadas, mientras que las mantas están disponibles en rollos. Comprimir el material reduce su eficacia. Cortarlo para acomodar las cajas de electricidad y otras obstrucciones permite que el aire encuentre un camino libre para circular a través de la cavidad de la pared. Se pueden instalar placas en dos capas a través del piso de un ático sin terminar, perpendiculares entre sí, para una mayor efectividad en la prevención de un puente térmico. Las mantas pueden cubrir vigas y postes, así como el espacio entre ellos. Las placas pueden ser un reto y una tarea desagradable para instalar debajo de los pisos entre las vigas; el uso de correas, o grapas de tela o malla de alambre que atraviesen las vigas, las puede sostener.
Los espacios entre placas (desvíos) se pueden convertir en espacios de infiltración de aire o condensación (ambos de los cuales reducen la eficacia del aislamiento) y requiere una estricta atención durante la instalación. De la misma manera una cuidadosa climatización e instalación de barreras de vapor es necesaria para garantizar que las placas tengan un rendimiento óptimo. También se puede reducir la infiltración de aire mediante la adición de una capa de celulosa suelta en la parte superior del material.

### Tipos
- Rock y lana de escoria. Por lo general, hecho de roca (basalto, diabasa) o de escoria del mineral de hierro de altos hornos. Algunas lana de roca contiene vidrio reciclado. Incombustible.
- Fibra de vidrio. Hecho de vidrio fundido, por lo general con 20% a 30% de residuos industriales reciclados y contenido post-consumidor. Incombustible, a excepción de la capa exterior (si está presente). A veces, el fabricante modifica la capa exterior para que sea resistente al fuego. Algunos tipos de fibra de vidrio son sin revestimiento, algunos tienen revestimiento de papel con una fina capa de asfalto, y algunos con cara laminada. Los revestimientos de papel son retardadores de vapor, no barreras de vapor. Los de cara laminada son barreras de vapor. La barrera de vapor debe ir en la dirección adecuada.
- Fibra de vidrio de Alta densidad
- Fibra de plástico, por lo general hechas de plástico reciclado. No causa irritación como la fibra de vidrio, pero es más difícil de cortar que la fibra de vidrio. No se utiliza en EE. UU. Es Inflamable, pero es tratado con piroretardante.

Aislamientos de fibra natural (alrededor de 0,04 W / mK), tratados con baja toxicidad y fuego retardents de insectos, están disponibles en Europa: el algodón, cáñamo, lino, coco, lana y, a menudo mezcladas con fibras de poliéster y fibra de madera ligera, y celulosa (a menudo con poliolefina).

### Placas como la opción residencial de aislantes
Históricamente, las placas de fibra de vidrio se convirtió en la opción preferida para la construcción de viviendas a fines del siglo XX, es útil para entender cómo esta evolución, ya que no hay ventajas inherente. [Comercial e industrial de construcción no suelen utilizar placas.] En el decenio de 1970 en respuesta a las crisis de los precios del petróleo, muchos gobiernos estatales EE. UU. trataron de cortar el combustible para calefacción de hogares. Y llevó al uso cada vez mayor aislamiento del código de construcción para todas las necesidades de nuevas viviendas. Al mismo tiempo, Owens Corning fibra de vidrio cabildeado intensamente para convencer a la construcción de funcionarios que escribió y administrados por separado los cuatro códigos de construcción utilizan en los EE. UU. También tenía por objeto eliminar otros tipos de vivienda material aislante (como el poliuretano) sobre la seguridad o peligro. El resultado fue que Owens Corning cabildeado con éxito para obligatorios 2 "x 6" (50 x 150 mm) la elaboración de pared con aislamiento de fibra de vidrio. Está adaptada comerciantes de madera tan bien como se adapta Owens Corning. Entonces, teniendo en cuenta el predominio de viento no a prueba de materiales de revestimiento, y la prevalencia de aguanieve (el viento hielo) durante los inviernos de los estados del norte, la necesidad se creó para garantizar la totalidad de 150 mm de fibra de vidrio quedaron libres de hielo y seco en todo momento. Código de construcción funcionarios también hizo obligatoria para fijar y sellar el viento y aguanieve a prueba de revestimiento de madera contrachapada en relación con todos los revestimientos. Está adaptada industria de la madera contrachapada muy bien - que a su vez condujo a la América del Norte el desarrollo de su masiva ahora- oriented strand board (OSB) la industria.
Otros materiales de aislamiento presentar ventajas en términos de detener el aire, la humedad migración, y el reciclado para la sostenibilidad no se encuentra en batts de fibra de vidrio.

## Placas de Algodón
El algodón es el aislamiento con cada vez mayor popularidad en el medio ambiente como una opción preferible para el aislamiento. Tiene un valor de R de alrededor de 3,7, un valor más alto que la mayoría de placas de fibra de vidrio. El algodón es el principal reciclado de chatarra industrial, proporcionando un beneficio de sustentabilidad. Las placas no utilizan el respaldo de tóxicos de formaldehído que se encuentra en la fibra de vidrio, y la fabricación no es en absoluto como la energía intensiva como la minería y el proceso de producción necesarios para la fibra de vidrio. Ácido bórico se usa como un retardador de llama, y se compara con la sal de mesa en términos de toxicidad humana. Una pequeña cantidad de poliolefina se funde como un adhesivo de obligar a los productos juntos (y es preferible a formaldehído adhesivos). La instalación es similar a la fibra de vidrio, sin necesidad de un respirador, pero algunos requieren más tiempo para cortar el material. Al igual que con cualquier Batt aislamiento, la instalación es importante para garantizar una alta eficiencia energética.

### Ventajas
- Valor R Superior a las Placas de fibra de vidrio típica
- Contenido reciclado, formaldehído o no otras sustancias tóxicas, y muy baja toxicidad durante la fabricación (sólo a partir de la poliolefina)
- Puede ayudar a calificar para LEED ambientales similares o de fomento de programas de certificación
- Fibras no causan picazón, ni el riesgo de cáncer por fibras en suspensión en el aire

### Desventajas
- Dificultad para cortar. Algunos instaladores podrán cobrar un costo ligeramente más alto para la instalación en comparación con otras placas. Esto no afecta la eficacia del aislamiento, pero podrá exigir la elección de un instalador con más cuidado, como cualquier placas debe cortarse para adaptarse a la cavidad.
- Incluso con una instalación correcta, las placas no sellan completamente la cavidad contra el movimiento del aire (como ocurre con la celulosa o la ampliación de espuma).
- Aún requiere de un retardador de vapor o de barrera (a diferencia de celulosa)
- Puede ser difícil para secar si se permite una fuga excesiva humedad en la cavidad aislada

## Cobertura perdida (incluyendoAislamiento de celulosa)
Los materiales persidos pueden ser soplados en áticos, enrasar oquedades en muros, y otras zonas de difícil acceso. Son ideales para estas tareas porque se ajustan a llenar los espacios y en los rincones y grietas. También pueden ser en forma de rociado o proyectado in situ. Por lo general con adhesivos a base de agua. Muchos tipos están hechos de materiales reciclados (un tipo de celulosa) y son relativamente económicos.
Procedimiento general para retrofits en las paredes:
- Los agujeros del taladro en la pared con agujero vio, teniendo firestops, tuberías de fontanería, y otras obstrucciones en cuenta. Puede ser conveniente para taladrar dos agujeros en la pared cada cavidad / joist sección, uno en la parte inferior y un segundo en la parte superior de ambos y verificación top-off.
- Bomba de llenar suelto en la cavidad de pared, poco a poco tirando de la manguera hasta que se llena la cavidad.
- Cap de los agujeros en la pared.

### Ventajas
- Aislamiento de celulosa es ambientalmente preferible (80% reciclado de periódico) y caja de seguridad. Tiene un alto contenido de materiales reciclados y con menor riesgo para el instalador de fibra de vidrio (sueltas o llenar batts).
- R-Valor 3,4 - 3,8 por pulgada (unidades imperiales)
- Loose aislamiento llenar la pared llena la cavidad mejor que batts. Wet-spray aplicaciones sello típicamente incluso mejor que en seco aerosol.
- Clase I calificación de seguridad contra incendios
- No es a base de formaldehído aglutinantes
- No se hace de la petroquímica ni de productos químicos con una elevada toxicidad

### Desventajas
- No sello desvíos, así como de células cerradas hacer espumas, aunque húmedo-spray solicitudes se acercan.
- Peso puede provocar el hundimiento de techos si el material es muy pesado. Instaladores profesionales saben cómo evitar esto, y típica hoja de rock está muy bien cuando denso-compacto.
- Se resolver lo largo del tiempo, perdiendo parte de su eficacia. Contratistas sin escrúpulos puede "pelusa" aislamiento de usar menos bolsas de ser óptimo para un deseado R-valor. Dry-spray (pero no mojado de rocío) de celulosa puede instalarse el 20% de su volumen original. Sin embargo, la solución de espera se incluye en el R-dijo Valor. El denso paquete de instalación en seco reduce y aumenta la solución de R-valor.
- R-valores establecidos en los envases se basan en condiciones de laboratorio; infiltración del aire puede reducir significativamente la eficacia, sobre todo para llenar de fibra de vidrio sueltos. Celulosa inhibe la convección de manera más eficaz. En general, llenar sueltas se considera mejor a reducir la presencia de lagunas en el aislamiento que batts, como la cavidad es sellada con más cuidado. Air infiltración a través del material aislante en sí misma no es estudiado bien, pero sería inferior en el caso de wet-spray aislamientos como wet-spray de celulosa.
- Pueden absorber la humedad.

### Tipos
- Placa de vermiculita exfoliada, una muy conocida es la Grenamat AL , son placas en densidades de 600-750kg/m3, libres de asbestos, fibras de vidrio y fibras minerales las cuales son totalmente inofensivas contra la salud, resistentes a temperaturas de hasta 1350 °C, excelentes aislantes térmicos, acústicos e ignífugos. Se les pueden aplicar acabados en su superficie: tales como, HPL, CPL, chapa naturales y papel. Por su alta resistencia al fuego y baja conductividad térmica se usan en lugares con requerimientos de material ignífugo como revestimiento. Con las placas también es posible construir varios tipos de estructuras con resistencia al fuego desde los 30 minutos hasta los 180 minutos. Ductos autoportantes de aire y extracción de humos y gases, protección de vigas y columnas, etc.
- Lanas de escoria y de roca: conocida también como la lana mineral o fibra mineral. Hecho de roca (basalto, diabase), mineral de hierro de escoria de altos hornos, o vidrio reciclado. Nonflammable. Más resistente a las que el flujo de aire de fibra de vidrio. Macizos y pierde eficacia cuando húmedo o mojado, pero no absorba mucho la humedad, y una vez que recupere la eficacia de secado. Mayores lana mineral puede contener asbesto, pero esto es normalmente en cantidades residuales.

### Normas y regulaciones
- 16 CFR Part 1209 (Consumer Products Safety Commission, or CPSC) - se refiere a la densidad de resolverse, corrosividad, flujo radiante crítica, y humeantes de combustión.
- Norma ASTM C-739 - loose-fill cellulose insulation - abarca todos los factores de la CPSC regulación y cinco características adicionales, R-valor, contenido en almidón, absorción de humedad, olor, y la resistencia a los hongos de crecimiento.
- Norma ASTM C-1149 - estándares de la industria de auto-apoyo a aplicarse spray-aislamiento de celulosa de la pared expuestos o cavidad aplicación - se refiere a la densidad, valor R, la superficie de grabación, adhesivo, humos de combustión, los resistencia a hongos , corrosión, humedad del vapor de absorción, olor, llama resistencia permanencia (no existe prueba de esta característica), sustrato de deformación (en aplicación de los productos expuestos), y la erosión del aire (de aplicación los productos expuestos).
- 16 CFR Part 460 - (Reglamento de la Comisión Federal de Comercio) comúnmente conocido como la "Regla del valor R", la intención de eliminar la comercialización engañosa (trucha) de aislamiento, y asegurar la publicación exacta del Valor de R y la cobertura de datos.